# Suzuyo Takazato
Suzuyo Takazato (高里鈴代 Takazato Suzuyo, * 1940) ist eine japanische Politikerin, Feministin und Friedensaktivistin. Sie engagiert sich zudem für Opfer sexualisierter Gewalt.

## Karriere
Takazato war von 1989 bis 2004 Mitglied des Stadtrats von Naha. 1995 gründete sie die Organisation Okinawa Women Act Against Military Violence. Sie leitete Kampagnen und Proteste gegen die amerikanische Militärpräsenz in Okinawa sowie gegen durch US-Soldaten verübte sexuelle Gewalt an Frauen und Kindern. Takazato trug maßgeblich zur Entstehung des Krisenzentrums für Opfer sexueller Übergriffe in Okinawa bei. Sie erhob ihre Stimme gegen die Stationierung amerikanischer Militärstützpunkte in Okinawa. Zudem stellt sie das Konzept der militarisierten Sicherheit und des durch militärische Interventionen erzwungenen Friedens in Frage. Takazato sieht eine Verbindung zwischen Gewalt gegen Frauen und militärischer Gewalt. Ihr Aktivismus trug zu den großen Protesten der Einwohner Okinawas gegen die amerikanische Militärpräsenz im Jahr 1995 bei.
Sie gehörte zu den 1000 Frauen, die 2005 für den Friedensnobelpreis nominiert wurden.
Zitate: “Fifty-three years is long enough. We have really suffered“. “Prostitution and rape are the military system’s outlets for pent up aggression and methods of maintaining control and discipline – the target being local community women.”

Deutsch aus dem Englischen: „Dreiundfünfzig Jahre sind lang genug. Wir haben wirklich gelitten“. „Prostitution und Vergewaltigung sind das Ventil des Militärsystems für aufgestaute Aggressionen und Methoden zur Aufrechterhaltung von Kontrolle und Disziplin – das Ziel sind die Frauen der lokalen Gemeinschaft.“
Auch noch 2022 beteiligte sich die 82-Jährige an Protesten gegen amerikanische Militärbasen auf Okinawa.

## Auszeichnungen
- 1996: Avon Women’s Prize
- 1997: Takako Doi Human Rights Award
- 2005: Nominierung für den Friedensnobelpreis
- 2011: Okinawa Times Award